# Reinhardt Grossmann
Reinhardt Seigbert Grossmann (Berlín, 10 de enero de 1931 – Austin, Texas, 2 de julio de 2010) fue un filósofo alemán.

## Biografía
A los 19 años de edad emigró a los Estados Unidos. Se doctoró en 1958 por la Universidad de Iowa. Fue profesor emérito de la Universidad de Indiana.
Escribió numerosos libros y artículos en los ámbitos de la metafísica, la ontología, la epistemología y la filosofía de la mente. Recibió una beca Fulbright y obtuvo una subvención de NSF.

## Obras

### Libros
- The structure of mind. Madison: The University of Wisconsin Press 1965.
- Reflections on Frege's philosophy. Evanston: Northwestern University Press 1969.
- Ontological reduction. Bloomington: Indiana University Press 1973.
- Meinong. London: Routledge & Kegan Paul 1974.
- The categorial structure of the world. Bloomington: Indiana University Press 1983.
- Phenomenology and existentialism: an introduction. London: Routledge & Kegan Paul 1984.
- The fourth way: a theory of knowledge. Bloomington: Indiana University Press 1990.
- The existence of the world. An introduction to ontology. New York-London: Routledge 1992.

#### Ediciones en español
- La estructura de la mente. Barcelona: Labor. 1969. ISBN 978-84-335-1014-3.
- La existencia del mundo: introducción a la ontología. Madrid: Tecnos. 2007. ISBN 978-84-309-4536-8.
- Ontología, realismo y empirismo. Encuentro. 2011. ISBN 9788499205564.

### Artículos
- Russells's Paradox and complex predicates, Noûs 6: 153-164 (1972).
- Nonexistent objects versus definite descriptions, Australasian Journal of Philosophy 62 (4): 363-377 (1984).
- Thoughts, objectives and States of Affairs, Grazer Philosophische Studien 49: 163-169 (1995).